# Le Blanc d'Eyenga 2
Pour plus de détails, voir Fiche technique et Distribution.
Le Blanc d'Eyenga 2 est le deuxième long métrage du réalisateur camerounais Thierry Ntamack, sorti en 2014,, . Le film suit les aventures de Molla, qui recherche un mari blanc et fortuné pour sa copine Eyenga, via internet. Le film a reçu le prix du public lors de la 5e édition des Trophées francophones du cinéma en 2017, à Yaoundé.

## Synopsis
Molla (Thierry Ntamack), originaire du quartier Mboa Manga à Kribi et gérant d'un cybercafé, se remet en quête d'un mari blanc pour sa copine Eyenga (Aicha Wète Kaprisky) via Internet. Il finit par découvrir Robert Dupoisson (Ronald Leclercq), qui succombe au charme d'Eyenga. Cependant, cette histoire d'amour va rapidement prendre une tournure dramatique.

## Fiche technique
- Réalisateur : Thierry Ntamack[9]
- Scénario : Thierry Ntamack[9]
- Son : Kevin Moine
- Caméra : Sylvain Garnier-Goutard
- Pays : Cameroun
- Année : 2014
- Catégorie : Long métrage
- Genre : Comédie dramatique
- Durée : 90 minutes
- Production : Thierry Ntamack[9]

## Distribution
- Thierry Ntamack[9]
- Aicha Wète Kaprisky[9]
- Lucie Memba[9]
- Ronald Leclercq[9]
- Kaline Truong[9].